# يوسف العبد
يوسف العبد هو رئيس مركز الابتكار الجزيئي في معهد فينشتاين للأبحاث الطبية التابع لجامعة نورثويل في مانهاست، نيويورك. باعتباره كيميائيًا عضويًا من حيث التدريب، يشغل العبد منصبين كأستاذ للطب الجزيئي والطب في كلية نورثويل للطب بجامعة هوفسترا.
حصل الدكتور يوسف العبد على درجة البكالوريوس في الكيمياء والتكنولوجيا الكيميائية من كلية العلوم والتكنولوجيا في القدس عام 1985، ثم حصل على درجة الماجستير في الكيمياء العضوية من الجامعة الأردنية عام 1989، ثم حصل على درجة الدكتوراه في الكيمياء العضوية من جامعة توبنغن، ألمانيا عام 1994. ثم عمل كمحقق ما بعد الدكتوراه في معهد بيكوير للأبحاث الطبية، المعروف الآن باسم معهد فينشتاين.
ركزت أبحاث العبد على بروتين يسمى عامل تثبيط هجرة الخلايا البلعمية كهدف دوائي للأمراض المناعية الذاتية والالتهابات.